# Berliner Frauen-Verein zur Beförderung der Fröbel’schen Kindergärten

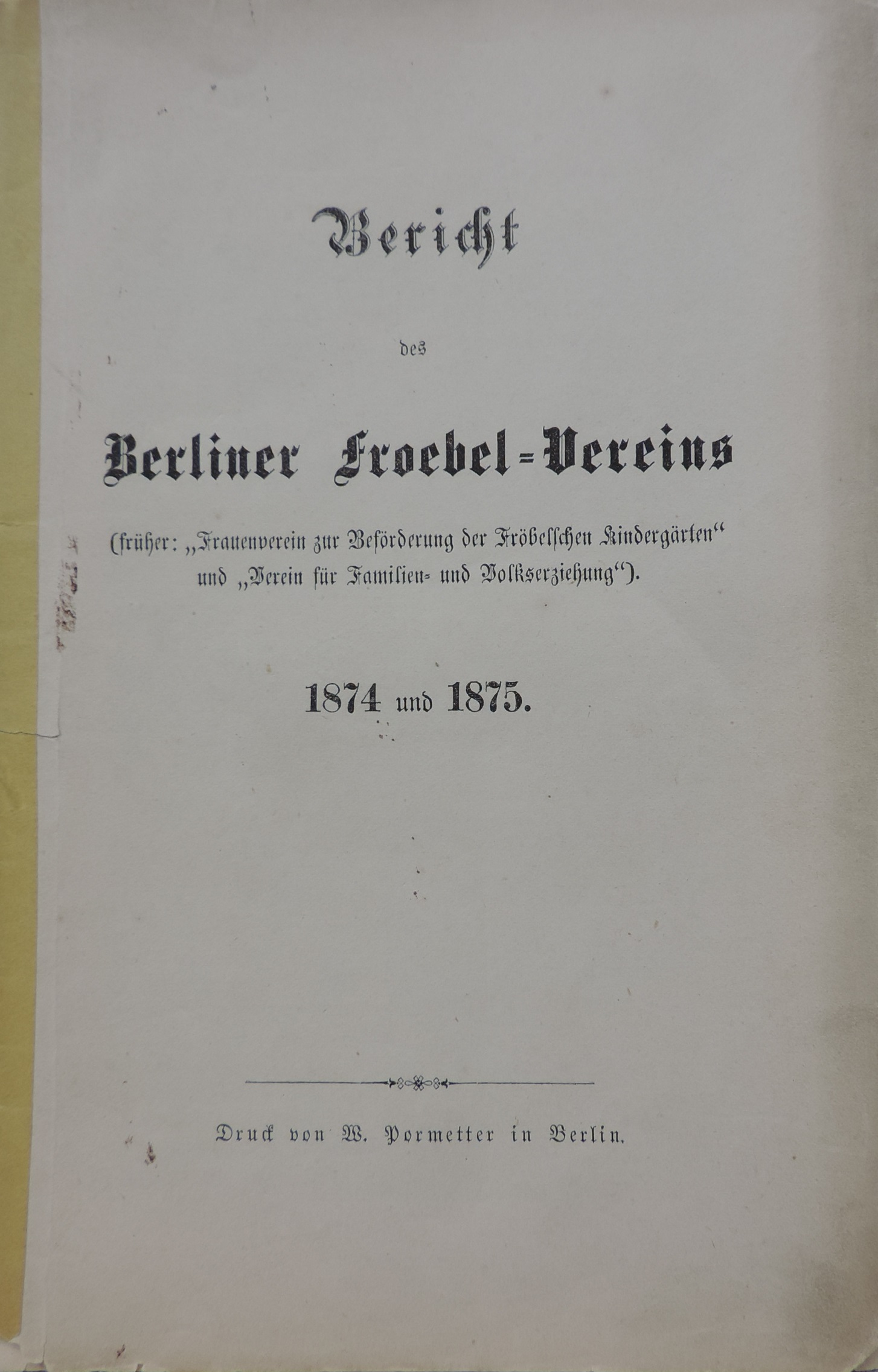
Jahresbericht 1874/75, archiviert im Ida-Seele-Archiv

Der Berliner Frauen-Verein zur Beförderung der Fröbel’schen Kindergärten (Berliner Fröbel-Verein) war ein Verein, der die Errichtung und Erhaltung von Kindergärten sowie neue Ausbildungs- und Arbeitsmöglichkeiten für das weibliche Geschlecht im Sinne der Pädagogik Friedrich Fröbels förderte.

## Geschichte

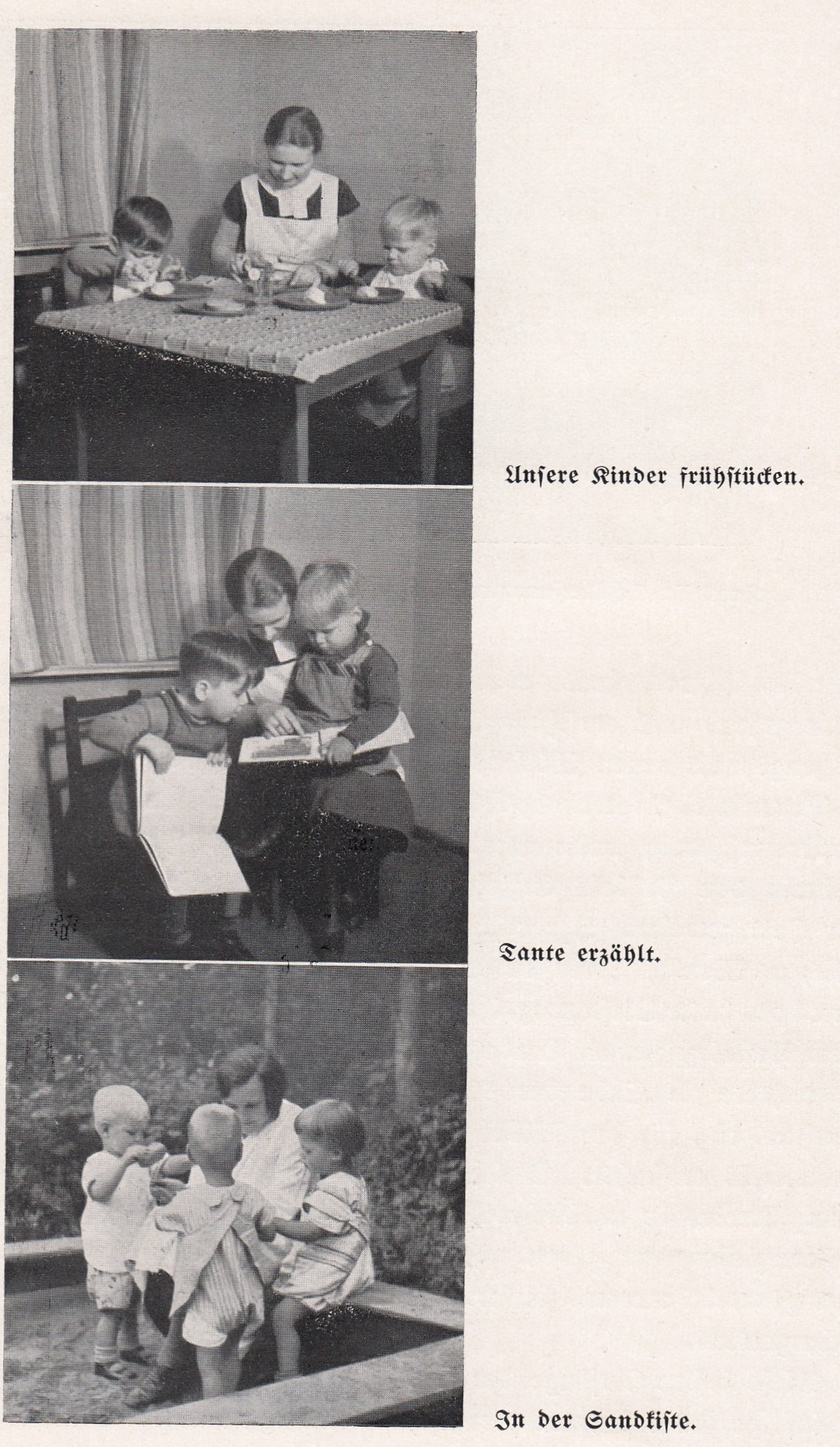
Szenen aus einem der Kindergärten des Vereins (1935), archiviert im Ida-Seele-Archiv

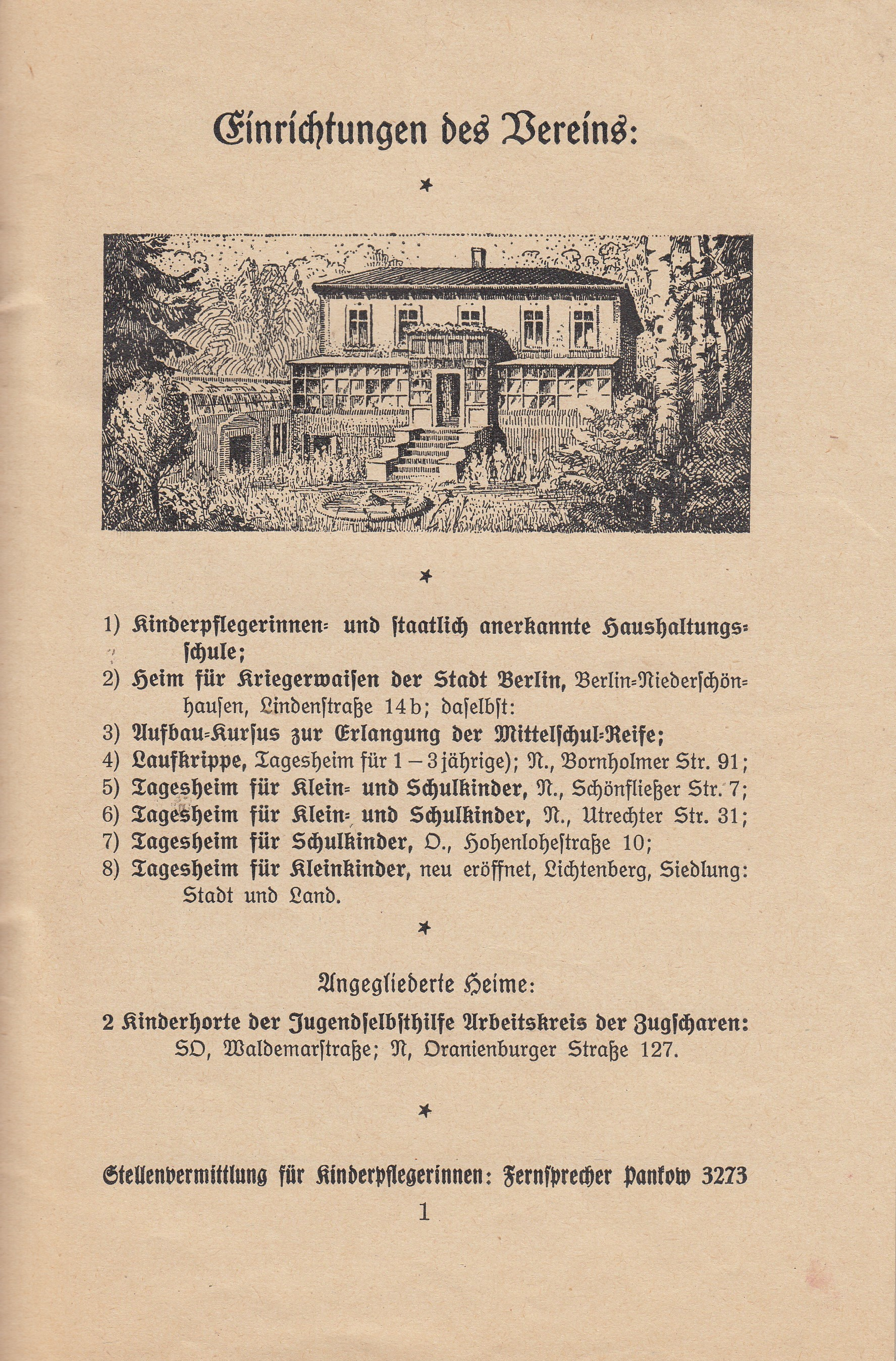
Einrichtungen des Berliner Fröbel-Vereins (1927), archiviert im Ida-Seele-Archiv

Der Verein wurde 1859 von Lina Morgenstern und Adolf Lette ins Leben gerufen. Seine Intention war, laut Statut aus dem Jahre 1871:
1. Belehrung des weiblichen Geschlechts für seinen erziehlichen Beruf,
2. Gründung und Erhaltung von Kindergärten für alle Stände,
3. Heranbildung der für dieselben notwendigen Lehrkräfte,
4. Ausbildung von Kinderpflegerinnen für die Familie,
5. Einführung dieser Grundsätze in die bestehenden Bewahranstalten.[1]

Eine der ersten und wichtigsten Aufgaben des Vereins war, gegen das 1851 bestehende preußische Kindergartenverbot vorzugehen. Dieses wurde, dank der Initiative von Adolf Lette und Bertha von Marenholtz-Bülow, 1860 aufgehoben. Letztgenannte engagierte sich aktiv im Verein. Sie gründete 1863 den ersten Vereinskindergarten, schied jedoch noch im gleichen Jahr aus dem Verein aus und gründete den Verein für Familien- und Volkserziehung. 1874 vereinigten sich beide Vereine zum Berliner Fröbel-Verein. Die beiden Vereine hatten bei ihrer Vereinigung insgesamt neun Kindergärten, zwei Kindergärtnerinnenseminare und eine Kinderpflegerinneninstitut.
Schon sehr bald nach seiner Gründung bot der Verein Ausbildungslehrgänge für Kindergärtnerinnen und Kinderpflegerinnen (Bonnen) und Kindermädchen an. Unterrichtet wurden die Seminaristinnen u. a. in:
a) Gesundheitspflege und Gymnastik.
b) Seelenlehre und allgemeine Erziehungskunde.
c) Spezielle Fröbel’sche Erziehungsweise.
d) Anfangsgründe der Raumlehre.
e) Pflege der Stimme und Gesang.
f) Die praktischen Beschäftigungen und Spiele des Kindergarten.
In den 1930er Jahren unterstanden u. a. folgende Einrichtungen dem Verein:
„Anna Wiener Krippe“, Bornholmer Straße 91, „I. Volkskindergarten“, Schönfließer Straße 7, „II. Volkskindergarten“, Utrechter Straße 31, „I. Kinderhort“, Schönfließer Straße 7, „II. Kinderhort“, Hohenlohestraße 10 und „Kinderstube im Städt. Obdach“.
In der Zeit des Nationalsozialismus geriet der Verein immer mehr in Schwierigkeiten, zumal viele Mitglieder und Personen in verantwortlichen Positionen jüdischer Herkunft waren wie beispielsweise Gertrud Pappenheim, Anna Wiener-Pappenheim, Martha Wertheim, Recha Woffsohn etc. Um 1940 beschloss die Generalversammlung seine Auflösung, die schließlich zwei Jahre später abgeschlossen war.